# زيرتششمة (مقاطعة دورة)
زيرتششمة (بالفارسية: زیرچشمه) هي قرية تقع في Shurab Rural District في إيران. يقدر عدد سكانها بـ 98 نسمة بحسب إحصاء 2016.